# Embrassez la mariée !
Pour plus de détails, voir Fiche technique et Distribution.
Embrassez la mariée ! (titre original : Kiss the Bride) est un film américain réalisé par Vanessa Parise, sorti en 2002.

## Synopsis
Trois sœurs, de caractères très différents, accompagnées de leurs petit(e)s ami(e)s, rentrent au domicile familial à l'occasion du mariage de leur quatrième sœur, très fidèle aux traditions.

## Fiche technique
- Titre : Embrassez la mariée !
- Titre original : Kiss the Bride
- Réalisation : Vanessa Parise
- Scénario : Vanessa Parise
- Photographie : Rob Sweeney
- Montage : Sam Citron et Lois Freeman-Fox
- Musique : Brody Dalle et Jeremy Parise
- Décors : Richard Sherman
- Producteurs : Marco Derhy, Jordan Gertner et Vanessa Parise
- Pays d'origine :  États-Unis
- Langue : anglais
- Durée : 89 minutes
- Dates de sortie : 
  -  États-Unis : 16 octobre 2002

## Distribution
- Amanda Detmer : Danisa 'Danni' Sposato
- Brooke Langton : Nicoletta 'Niki' Sposato
- Monet Mazur : Antonia 'Toni' Sposato
- Vanessa Parise : Christina 'Chrissy' Sposato
- Sean Patrick Flanery : Tom Terranova
- Johnathon Schaech : Geoffrey 'Geoff' Brancato
- Alyssa Milano : Amy Kayne
- Johnny Whitworth : Marty Weinberg
- Talia Shire : Irena Sposato
- Burt Young : Santo Sposato